# 하이즈엉
- 하이즈엉시(베트남어: Thành Phố Hải Dương / 城舗海陽)는 베트남 북부 하이즈엉성의 성도로 면적은 71.39km2, 인구는 1,936,800명(2021년 기준)이다. 도시는 613,200명, 농촌는 1,323,600명이다. 2021년 하이즈엉은 1,936,8000명의 인구 기준으로 베트남에서 8번째로 큰 행정 단위이며, GRDP 성장률은 8.5%이다.  GRDP는 1,497,000억 VND(백 사십구 칠천억 VND)/(6조 4,800억 달러에 해당)에 달했고, 1인당 GRDP는 7,700만 VND(3,347달러에 해당)에 달했다.
- 지리적 위치 하이즈엉은 북위 20°43'에서 21°14', 동경 106°03'에서 106°38'에 이르는 홍강 삼각주에 있는 성이다.  홍강 삼각주 대에 위치하며 성의 행정 중심지는 하이즈엉시로 수도 하노이 중심에서 서쪽으로 약 57km, 하이퐁성 중심에서 동쪽으로 약 45km 떨어져 있으며 지리적 위치는 다음과 같다.  북쪽은 남삭구 접해 있다.  동쪽은 탄하구과 김탄구 접해 있다.  서쪽은 감장구 접한다.  남쪽으로는 야록구과 뜨기구 접한다.

## 역사
1804년 탄동(베트남어: Thành Đông / 城東)으로 설립되었다. 프랑스 식민지 시대에 하이즈엉(海陽)이 되었다.1968년부터 하이즈엉성과 흥옌성이 합병하여 하이흥성(베트남어: Tỉnh Hải Hưng / 海興省)에 소속되어 있었으나, 1996년에 다시 분리되여 원래의 하이즈엉성으로 돌아왔다.

## 행정구역
하이즈엉시는 19개의 프엉(坊)과 6개의 싸(社)로 구성되어 있다. (2019년 12월 1일부터 기준)

### 프엉 (**동)
- 아이꾸옥(Ái Quốc / 愛國)
- 빈한 (Bình Hàn / 平翰)
- 껌트엉 (Cẩm Thượng / 錦上)
- 하이단 (Hải Tân / 海新)
- 레탄응히 (Lê Thanh Nghị / 黎青誼)
- 응옥자우 (Ngọc Châu / 玉洲)
- 응우옌짜이 (Nguyễn Trãi / 阮廌)
- 니자우(Nhị Châu / 二洲)
- 팜응우라우 (Phạm Ngũ Lão / 范五老)
- 광쭝 (Quang Trung / 光中)
- 딴빈 (Tân Bình / 新平)
- 탁코이 (Thạch Khôi / 石灰)
- 탄빈 (Thanh Bình / 淸平)
- 짠흥다오 (Trần Hưng Đạo / 陳興道)
- 짠푸 (Trần Phú / 陳富)
- 뚜민 (Tứ Minh / 四明)
- 베트화 (Việt Hòa / 越和)
- 안자우 (An Châu / 安洲)
- 남동 (Nam Đồng / 南同)
- 단흥 (Tân Hưng / 新興)
- 트엉땃 (Thượng Đạt / 上達)

### 싸 (**마을)
- 안자우 (An Châu / 安洲)
- 남동 (Nam Đồng / 南同)
- 단흥 (Tân Hưng / 新興)
- 트엉땃 (Thượng Đạt / 上達)

## 기후
| 하이즈엉의 기후                 | 하이즈엉의 기후 | 하이즈엉의 기후 | 하이즈엉의 기후 | 하이즈엉의 기후 | 하이즈엉의 기후 | 하이즈엉의 기후 | 하이즈엉의 기후 | 하이즈엉의 기후 | 하이즈엉의 기후 | 하이즈엉의 기후 | 하이즈엉의 기후 | 하이즈엉의 기후 | 하이즈엉의 기후 |
| 월                              | 1월             | 2월             | 3월             | 4월             | 5월             | 6월             | 7월             | 8월             | 9월             | 10월            | 11월            | 12월            | 연간            |
| ------------------------------- | --------------- | --------------- | --------------- | --------------- | --------------- | --------------- | --------------- | --------------- | --------------- | --------------- | --------------- | --------------- | --------------- |
| 역대 최고 기온 °C (°F)          | 30.5 (86.9)     | 31.6 (88.9)     | 33.2 (91.8)     | 38.5 (101.3)    | 38.6 (101.5)    | 40.2 (104.4)    | 38.3 (100.9)    | 38.5 (101.3)    | 37.2 (99.0)     | 33.8 (92.8)     | 33.1 (91.6)     | 30.0 (86.0)     | 40.2 (104.4)    |
| 일평균 최고 기온 °C (°F)        | 19.5 (67.1)     | 20.1 (68.2)     | 22.5 (72.5)     | 26.6 (79.9)     | 30.8 (87.4)     | 32.6 (90.7)     | 32.6 (90.7)     | 31.8 (89.2)     | 30.9 (87.6)     | 28.9 (84.0)     | 25.6 (78.1)     | 21.9 (71.4)     | 27.0 (80.6)     |
| 일일 평균 기온 °C (°F)          | 16.3 (61.3)     | 17.4 (63.3)     | 20.0 (68.0)     | 23.7 (74.7)     | 27.1 (80.8)     | 29.0 (84.2)     | 29.2 (84.6)     | 28.5 (83.3)     | 27.3 (81.1)     | 24.9 (76.8)     | 21.4 (70.5)     | 17.9 (64.2)     | 23.6 (74.5)     |
| 일평균 최저 기온 °C (°F)        | 14.0 (57.2)     | 15.6 (60.1)     | 18.2 (64.8)     | 21.7 (71.1)     | 24.6 (76.3)     | 26.3 (79.3)     | 26.6 (79.9)     | 26.0 (78.8)     | 24.9 (76.8)     | 22.1 (71.8)     | 18.5 (65.3)     | 14.9 (58.8)     | 21.1 (70.0)     |
| 역대 최저 기온 °C (°F)          | 4.1 (39.4)      | 5.0 (41.0)      | 6.5 (43.7)      | 11.9 (53.4)     | 16.6 (61.9)     | 18.9 (66.0)     | 21.5 (70.7)     | 21.8 (71.2)     | 16.5 (61.7)     | 13.0 (55.4)     | 8.1 (46.6)      | 3.2 (37.8)      | 3.2 (37.8)      |
| 평균 강우량 mm (인치)           | 25.8 (1.02)     | 22.4 (0.88)     | 45.4 (1.79)     | 85.5 (3.37)     | 172.9 (6.81)    | 232.3 (9.15)    | 241.1 (9.49)    | 292.7 (11.52)   | 209.3 (8.24)    | 129.1 (5.08)    | 55.9 (2.20)     | 20.0 (0.79)     | 1,534.4 (60.41) |
| 평균 강우일수                   | 8.1             | 11.4            | 15.7            | 12.9            | 13.3            | 14.5            | 14.3            | 16.4            | 13.0            | 9.6             | 6.4             | 5.2             | 140.7           |
| 평균 상대 습도 (%)              | 82.4            | 85.4            | 88.2            | 88.7            | 85.9            | 83.5            | 83.6            | 86.6            | 85.6            | 82.4            | 80.2            | 79.5            | 84.3            |
| 평균 월간 일조시간              | 72.5            | 45.1            | 39.5            | 83.1            | 183.8           | 171.8           | 191.4           | 172.8           | 178.6           | 168.0           | 143.6           | 119.0           | 1,566.6         |
| 출처: 베트남 과학기술양성연구소 |                 |                 |                 |                 |                 |                 |                 |                 |                 |                 |                 |                 |                 |